# 香港傳媒爭議
香港傳媒爭議是指在香港主權移交后，香港傳播媒界的報道手法，在進行採訪時缺乏專業而引發的香港社會爭議。

## 公信力評估

### 2006年民調

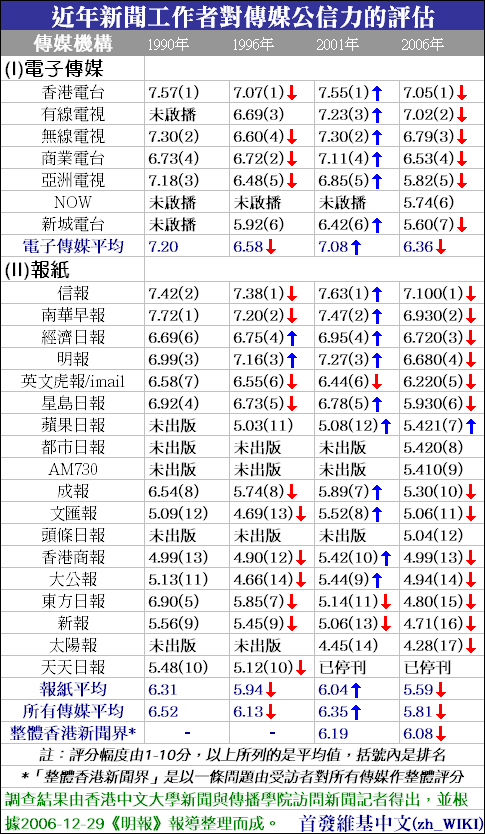
香港傳媒公信力評估2006（新聞從業員評分）

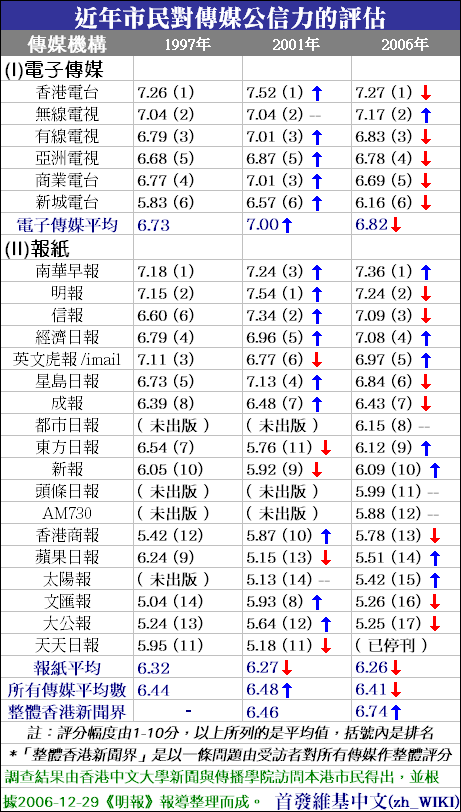
香港傳媒公信力評估2006（市民評分）

根據香港中文大學新聞與傳播學院在2006年就「本地傳媒公信力」作出的調查結果顯示，無論在市民或新聞從業員的角度出發，比較以往數據，香港的新聞公信力跌至新低。
右示圖表是香港新聞從業員及市民對本地傳媒公信力的評分，從新聞從業員的調查可見，在2006年的調查中，24間傳媒機構裡只有3家屬「良好」評級，獲評7分以上。而2001年前則有7家。而24間傳媒機構中，除了《蘋果日報》，其餘評分全部下跌。電子傳媒分數跌得最多的是亞洲電視，下跌了1.03 分；報紙方面則是《星島日報》，下跌0.85分。
香港中文大學新聞及傳播學院教授陳韜文指出，在1990年、1996年、2001年及2006年的4次記者調查中，以今次評分最低，他認為這與傳媒機構予人的政治立場，以及傳媒報道時有否渲染暴力、色情及煽情的因素有關。陳韜文說，在政治立場方面，「（傳媒）機構是否有獨立性、予人敢言風格，還是對權力中心自我審查」會影響評分。他說，自我審查可以源於對北京政府、港府甚至財團；評分大跌或可能是因為予人印象「立場不夠中立，立場靠邊站」有關。至於市民評分與記者不同，陳韜文解釋說，市民對新聞傳媒的印象及評價往往不及前線記者敏感，因而有「滯後」的情況。」
在香港市民對本地傳媒公信力的評分裡，可見記者及市民的評價不同。例如是對於《蘋果日報》的評價，記者評分為17份報紙的第七名，市民則評分為第14名。另外對於中共官方刊物《大公報》及《文匯報》的評價亦有大分別。負責調查的蘇鑰機及陳韜文在2006年12月29日於《明報》撰文指出，這是因為「新聞工作者身處業內，對新聞機構的了解較深，能代表專業的意見。他們對行內「自我審查」等問題和傳媒環境的變化特別敏感，所採取的角度和普羅市民未必相同，因此公信力調查所得的結果也有分別。例如他們可能較看重《蘋果日報》鮮明的政治立場及敢言的風格，因而在近年提高了它的公信力評分；但市民或許多著眼於《蘋果》的煽情內容，印象分仍然偏低。新聞工作者對《文匯報》和《大公報》的公信力評價有不同的理解，可能認為它們的內容在政策消息上具官方權威，因而相對市民來說對此兩報有較高的評分，但由于其中共官方背景，其排名仍然在十名开外，而在市民對本地傳媒公信力排名中，《大公報》及《文匯報》更是垫底。
蘇、陳亦指出，影響公信力的因素有三，分別為：
1. 傳媒類別（電子傳媒比報紙有優勢）；
2. 傳媒內容（客觀持平、較少煽色腥報道的傳媒更可信）；
3. 傳媒的政治立場（以港人角度為依歸者有較高公信力）。

無論如何，是次論查的結論是「香港新聞界的整體公信力在今年創出新低」。

### 2007年民調
香港大學民意研究計劃在2007年10月公佈的調查結果顯示，雖然市民對新聞自由滿意程度上升，可是仍有近半數受訪者認為，香港傳媒有自我審查，逾六成受訪者認為，傳媒批評中央政府時有顧忌，負責調查的民意研究計劃主任鍾庭耀認為，近半年市民對傳媒整體滿意度有改善，相信與傳媒未有再出現負面新聞有關。
以下將從傳媒公信力的問題爭議點及一系列事件探究問題所在。

### 2012年民調
根據2012年的香港大學民意研究計劃顯示，香港市民對香港新聞自由的滿意程度大幅度地回落至2005年8月的水平，有接受訪問的市民認為香港傳媒有誤用或者濫用新聞自由；對於香港新聞傳媒整體公信力的評分就變化不大，評分為6.16，比起6個月前下跌了0.06；對於新聞自由的滿意率為54%，下跌了15%。

### 2016年民調
香港中文大學傳播與民意調查中心定期追蹤香港新聞傳媒的公信力，有關調查自1997年起2016年已進行了7次。2016年8月15至25日進行，中心利用電話進行隨機抽樣調查，訪問了907名18歲或以上的市民，請他們分別對29個新聞傳媒機構作出評分，另有一條問題詢問整體新聞界的公信力。這次調查和歷次的方法及所採用的問題都一樣，結果可作縱向比較。最主要的發現是，在7次調查中這次的傳媒公信力的分數最低，錄得最高的評分是在2009年，及後在2010、2013及2016年均下降。
六間電子媒體之中，無綫電視的分數和排名持續下跌，最新評分為5.88分，排包尾。香港電台依然穩守第一位，但評分下跌，而now新聞台及有線電視的評分就有所上升。
收費報紙的公信力評分亦創歷次新低，公信力最高為《南華早報》，其次是《香港經濟日報》及《明報》，但分數都下跌，惟《蘋果日報》的分數及排名逆流而上。
是次調查亦加入七間網上媒體，發現公信力評分均較其他各種傳媒中低，其中以《立場新聞》和《香港獨立媒體》評分最高。社交媒體的公信力評分比網上媒體更低，但中大新聞與傳播學院教授、社會科學院副院長蘇鑰機指出「市民對社交媒體的熟悉程度很高，甚至比電子傳媒的平均熟悉比例更高」。
蘇表示，近年公信力偏低與新聞自由、自我審查、報業營運困難有關。他指，競爭激烈、社交媒體及新的新聞平台湧現，「鬥快鬥新，又要開源節流，困難之大可以想像」。他認為，收費報紙面對挑戰較多，網媒前景亦不明朗，「關鍵是其財政營運的可持續性」。

### 2019年民調
六間電子媒體之中，無綫電視的分數再下跌，跌幅達到1分多，排包尾。now TV及有線電視的評分就有所上升。
收費報紙、免費報紙的公信力評分亦創新低，公信力最高的收費報紙為《南華早報》，其次是《明報》及《蘋果日報》 。《蘋果日報》亦是唯一公信力有所提升的收費報紙。《大公报》、《文匯報》、《香港商報》三份由香港中聯辦直接控制的收費報紙則排名倒數。
網上媒體方面，排名依次為《立場新聞》、《香港獨立媒體》和《Hong Kong Free Press》，親共媒體《港人講地》則排行最尾。值得留意的是，《立場新聞》的分數標準差數值較大，反映受訪者對該傳媒機構的評分分歧較大。

### 2022年民調
此次調查是在《港區國安法》實施之後的第一次傳媒公信力民調，整體公信力跌至5.44，是自1990年以來最低。
六間電子媒體之中，無綫電視的分數上升，但仍然排包尾。其餘電子媒體均下跌。香港電台跌幅最大，跌幅達到1分多，排尾二。
收費報紙的公信力評分有輕微回升，公信力最高的收費報紙為《南華早報》，其次是《明報》及《香港經濟日報》。免費報紙的公信力評分輕微下跌。
網上媒體方面，排名依次為《香港獨立媒體》、《Hong Kong Free Press》和《端傳媒》，親共媒體《巴士的報》則排行最尾。
中大傳播與民意調查中心稱「因機構數目頗多」，所以只列出部分機構的數字及略去已停運的機構。

## 爭議

### 政治立場
在1960年代，電子媒體尚未於香港流行、仍以報紙為主流媒體時，香港傳媒的政治立場大多數皆已堡壘分明。1963年10月，中華人民共和國外交部長陳毅在北京對日本記者團發表「核褲論」，聲稱「不管中國有多窮，我當了褲子也要造核子！」《明報》於是發表題為《要褲子，不要核子》社評，於文中反駁陳毅提出之觀點，並指出目前人民生活依舊困頓，中國政府執意實行兩彈一星計畫並無用處，即使製造了原子彈亦不會躋身大國之列，與其發展軍備，倒不如先改善人民生活。此論發表後，引起軒然大波。立場親共的《大公報》、《文匯報》、《新晚報》、《香港商報》、《天天日報》等左派報章猛烈圍攻《明報》。《明報》發表《我們關於褲核問題的十點立場》社評，甚至不惜以全部版面闡述對「核褲論」自始至終堅持的立場。1964年10月末，《明報》刊登影片《血手印》宣傳廣告中，有一些較為血腥的驚嚇性詞句，而《明報》則漏印「廣告」二字，因而被誤為新聞報道。《大公報》藉此指責《明報》發表「妖言和妖術」言論，更重提「核褲論」指責《明報》「造謠生事，大發反華妖論」。後來其他左派報章（《文匯報》、《新晚報》、《香港商報》、《晶報》、《正午報》、《香港夜報》、《新生晚報》等）加入論戰。由此可見，在1960年代時，香港不少的報紙傳媒已是政治立場鲜明。
2003年7月1日，香港有500,000人參加七一遊行反對香港特別行政區基本法第二十三條立法，當時亞洲時報以7份香港每日出版的中文報章，就版面篇幅、標題內容和社論來分析他們如何報導這次遊行，該文章指出香港商報、文匯報和大公報為大眾所熟知的親中共報章，所以不計算在內。其他7份報章的社評都與遊行有關，東方日報與太陽報的社評是相同的，所以只有6則社評。當中新報、東方日報、成報和星島日報的社評都指遊行是市民不滿特區政府回歸後的表現，並不是反對23條立法，只有蘋果日報和明報的社評是圍繞遊行主題—反對23條立法，並要求政府正視50萬人的訴求。東方日報和成報都在社評中表示，23條立法並不會損害香港自由和人權，並指立法條款寬鬆。文章列出香港報紙親共程度排名順序；親中共報紙：文匯報、大公報、香港商報、星島日報、新報、成報、太陽報、東方日報、明報。

#### 壹傳媒
壹傳媒屬於香港少數親泛民主派的主流傳媒，在香港和台灣深受年青人歡迎。每逢香港的大型遊行，如七一大遊行、一二·四民主遊行等，旗下《蘋果日報》會附有大型示威海報供遊行人士使用，有論者質疑此舉違反傳媒中立原則。該報亦報道過不少政府官員和親建制派人士的醜聞，而每當報道親建制派人士新聞時，均會使用貶抑的文筆報道。在2007年香港立法會港島選區補選中，蘋果日報在補選當日的「號外」支持其中一名候選人──後來當選、民主派的陳方安生。
在2006年的香港傳媒公信力評估中，在對新聞工作者的意見調查中，《蘋果日報》於17份報章中的公信力排名位列第7；在對市民的意見調查中，《蘋果日報》則為第14名。
因創辦人黎智英信奉天主教，《蘋果日報》亦較常報導天主教的消息，甚少報道有攻擊天主教性醜聞的信息，這与西方自由派傳媒做法有所不同。
2013年，壹傳媒被指支持不獲發免費電視牌照的HKTV，而對反對發牌的TVB進行偏頗報導以及鼓勵市民參與針對無綫的攻擊，故最後被無綫列為「不受歡迎媒體」，禁止旗下藝人接受訪問。主席黎智英也表明不會懼怕TVB的封殺行動。

#### 東方報業集團
該集團報章自稱「愛國愛港」，其立場頗為極端，表現在東方日報藐視法庭案、《架勢堂》事件中的報導手法上，旗下報章亦時常抨擊特區政府施政不當。該集團與壹傳媒集團和泛民主派（尤其針對民主黨創黨主席李柱銘）對立。該集團對壹傳媒採敵視態度，《東方日報》及《太陽報》經常對其作出針對性行為，如對《壹本便利》偷拍事件、《爽報》創刊後一連串針對性報道皆可見得（但其報章亦有類似報導）。另兩份報章的專欄中，署名文章亦常以批評壹傳媒及民主派為主題。
2006年8月6日的《太陽報》社論「二十多個小人 兩百多項垃圾」裡，公開稱民主派議員是「二十多個小人」，被指人身攻擊及侮辱。林輝在獨立媒體發表回應太陽報的社論。旗下《太陽報》的專欄「紀曉嵐鐵筆」更曾在2006年8月9日發表「對奸黨不必論理只須暴打」一文，公開聲言要對香港的「反對派、奸人黨」人士「除了痛打還應暴打」。
在2006年的香港傳媒公信力評估中，在對新聞工作者的意見調查中，《東方日報》於17份報章中的公信力排名是第15名，《太陽報》則是第17名；在對市民的意見調查中，《東方日報》是第9名，《太陽報》是第15名。

#### 商報、大公、文匯
《香港商報》、《大公報》及《文匯報》是屬於傳統的親共媒體，具有中共官方背景，一般市民皆認為這兩份報章對中國大陸和香港的消息「報喜不報憂」，在2006年的香港傳媒公信力評估中，在對新聞工作者的意見調查中，《大公報》於17份報章中的公信力排名是第14名，《文匯報》則是第11名；在對市民的意見調查中，《大公報》是第16名，《文匯報》是第17名。

### 不良意識
香港傳媒一向被詬病為渲染色情、暴力及偷拍名人的風氣盛行，對香港社會，尤其是青少年的意識形態有不良影響。

#### 色情內容
2006年年初，《東方新地》於大潭郊野公園安裝小型天文望遠鏡，24小時錄影黎明在黃竹坑的住所，守候一個多月後，終拍得樂基兒替黎明口交的畫面，並把相片刊登在封面，及附以露骨字眼作為標題，並在內頁刊登他們30天「慾海奮戰」的偷拍照。
2006年6月初，商業電台第二台《架勢堂》節目舉辦了一個「我最想非禮的香港女藝人」選舉，引起軒然大波，過千人投訴，多個婦女團體甚至教育局皆向廣管局投訴，指節目侵犯女性尊嚴及侮辱女性，而且會對青少年產生不良影響。廣管局裁定節目「品味低劣」，商台違反《電台業務守則—節目標準》，結果判商台罰款14萬元，並要高層管理人員公開道歉，並且要提交內部監管的報告。但另一邊廂，網上支持森美小儀的呼聲亦高漲，累積有逾萬個簽名人次表示支持他們，反映社會大眾與年輕人價值觀的分歧。
2006年6月底，《壹本便利》由於刊登少女組合Cream的14歲成員李蘊的濕身性感照片，惹來社會人士廣泛關注，影視及娛樂事務管理處收到138宗投訴。指其渲染色情，毒害年輕人，呼籲政府加強有關兒童權利的教育。警方重案組亦接手調查此事，研究雜誌刊出6張性感照片，是否已觸犯《防止兒童色情物品條例》和《保護兒童及少年條例》。但其後法庭判處《壹本便利》罪名不成立。
2008初，香港藝人不雅照片事件轟動全城，《蘋果日報》當時高調報道該事件，更連續三星期以頭版作大篇幅報道，該時期其他重要的新聞皆受到忽略，被人批評是爲了刺激銷量而誇大報道這次事件。另外《壹週刊》在事件期間更把網上發佈的不雅照片集合為一本特輯，記述事件發生經過，被人批評為渲染色情及不雅。
另外，部分報章如《東方日報》、《太陽報》的風月版和分類小廣告容許刊登大量一樓一鳳的廣告，也引起爭議，而《成報》及《新報》最終袛有將風月版完全取消以保障兒童健康。
2011年9月19日，《爽報》正式發行，《爽報》於副刊，採用了不少具爭議性的隱含「性」內容，引起教育界及相關團體強烈抗議。例如陶傑專欄《眼兒媚》寫情色小說、牛佬用漫畫報導新聞故事，以及一些性感女模特兒的圖片等，就被教育界及家長界齊斥該報內容色情，不適合學生閱讀。多間教育團體發出聯署聲明，強烈譴責可在街上任意索取的《爽報》肆意渲染色情及荼毒香港下一代，呼籲全港市民抵制充滿色情成分的《爽報》。影視及娛樂事務管理處於首日，共收到13宗有關《爽報》內容不雅的投訴。《爽報》其後取消有關部分，以專欄評論取代。

#### 暴力
六七暴動期間，《大公報》及《文匯報》等左派媒體被指大肆宣揚暴力，如在社論恐嚇林彬及金庸等人，要「殺死戴麟趾」，辱罵「白皮豬」及「黃皮狗」，褒扬炸彈襲擊等恐怖活動。
東方報業集團旗下《太陽報》的專欄「紀曉嵐鐵筆」更曾在2006年8月9日發表「對奸黨不必論理只須暴打」一文，公開聲言要對香港的「反對派、奸人黨」人士「除了痛打還應暴打」。誰知，到了8月底，民主黨副主席何俊仁在參加反商品及服務稅遊行後，在麥當勞餐廳內遇襲，被兇徒以木棍打至重傷。部份人認為該專欄之言論與此事件有關。

#### 偷拍
2006年香港女同盟發表「聯署譴責《東周刊》偷拍同志活動」，指責在2006年9月13日出版的第159期的《東周刊》，以「直擊男女同志夏日派對」為題，大造文章。該篇報導中有關女同志活動照片，為偷拍香港女同盟會月前舉辦的同類活動所得；該篇報導沒有徵求女同盟任何幹事的同意，女同盟亦從來沒有接受該雜誌的任何訪問。
2006年8月，壹傳媒的《壹本便利》第761期刊登了偷拍明星鍾欣桐在馬來西亞的後台更衣照，並將其以封面登在該期雜誌。引起香港各界聲討，最後黎智英唯有把《壹本便利》轉為《Face》週刊。
在2006年10月1日，一名印尼籍女傭混入正在深切治療部接受治療的香港著名藝人沈殿霞的病房，進行偷拍。引起軒然大波，沈殿霞則因受到驚嚇搬離加護病房，事後隸屬星島新聞集團的《東周刊》在10月6日發表聲明，承認一名編輯的家傭涉及偷拍沈殿霞一案，並就此事道歉。

#### 非法入屋
陳寶蓮跳樓自殺身亡後，部分香港傳媒在台灣帶同鎖匠，破門進入陳寶蓮的住所，盜取其生活照片和證件。當鄰居發現時則訛稱是陳寶蓮的友人。

#### 血腥
部分傳媒如《蘋果日報》、《東方日報》、《太陽報》報導跳樓自殺事件時，會把滿身是血的屍體照片登在頭版，甚至刊登「跳樓連環圖」，即把自殺者由高處墮下的過程以多張照片展示出來。香港女星陳寶蓮跳樓自殺身亡後，《壹週刊》派人潛入停屍間拍攝屍照，結果被評為二級。

### 有償新聞

#### 陳健康事件
陳健康事件發生於1998年的香港，事件男主角陳健康懷疑前往中國大陸另結新歡、並與妻子不和，妻子於10月19日將兒子從上水天平邨住所拋下，然後跳樓自殺身亡。香港傳媒爭相報導事件，追訪陳健康的下落及其外遇的細節，其中《蘋果日報》記者向陳健康提供5,000港元召妓，拍下獨家照片，事件引起公眾嘩然，該案件亦成為談討香港傳媒專業操守的案例及教材。

#### 巴士阿叔事件
2006年5月，巴士阿叔事件在香港引起哄動，引起傳媒廣泛報道。
2006年5月底，《壹週刊》揭露巴士阿叔為陳乙東，翌日，香港多份報紙指陳乙東向傳媒索取8000至10萬元不等的「採訪費」，隨後有報章懷疑《壹週刊》曾向陳乙東提供利益，換取訪問，但有關指控並未有證據支持。
2006年6月4日，《東方新地》發表文章，標題為《淫亂實況，直擊巴士阿叔召妓》，聲稱直擊巴士阿叔事件的主角陳乙東召妓情況，並於網頁上提供當日現場影片供讀者下載。4日後，該雜誌指，該訪問原在該刊會客室進行，但陳要求提供消遣，記者「本著披露其真性情的精神」要求隨行採訪並不作評論。於深圳沙嘴召妓之行程以至在場片段之猥褻行為均為陳自發。記者出發前無向公司預支亦無提及會為陳付帳，但陳無意亦無錢結帳，鑑於場所品流複雜，故此記者「迫於無奈」地「暫代墊支」。

### 自我審查
2009年為六四事件二十周年紀念，南華傳媒集團旗下的君子雜誌一篇有關六四事件的專題報導被雜誌社高層臨時抽起，而有關記者事後被解僱。
美國國務院發表2009年人權報告，指出香港傳媒出現自我審查，更點名批評南華傳媒旗下的《君子》雜誌臨時抽起十六頁六四專題報道。人權報告評估香港形勢時指出，部分傳媒出現自我審查情况，當中大量傳媒機構老闆在中國有生意往來，令人懷疑傳媒在報道時，會顧及老闆的生意利益。
2010年4月，香港大學民意研究計劃公布最新調查，48%受訪者認為香港新聞傳媒自我審查，59%的人認為傳媒在批評北京中央政府時有所顧忌。

### 偽造訪問內容
2000年出版的壹周刊曾有一篇題為《狀元考試考上癮》文章，其中第一位受訪者表示「返工日日如是好悶，唔考試就周身痕」受訪者向私隱專員公署及香港記者協會投訴內容為偽造。

### 围攻内地记者
2019年8月20日在港警記者會中，廣東廣播電視台香港記者站站長陳曉前，以手機拍攝發問記者照片，並通過微信傳送至編輯部，被本地記者質疑和圍攻，要求她出示記者證。她反問記者會難道不應該記錄記者的提問和被提問者的回答，「大家都是同行，客觀真實地呈現新聞發布會的現場報道，難道不是我們每一個新聞記者應該具有的專業精神嗎？」，廣東廣播電視台發聲明指，昨日在香港警方記者會後受到不禮貌對待，被部分香港記者圍堵，質疑她記者身份以及她採訪的工作方法，電視台對此表示強烈譴責。

## 參看
- 親中媒體
- 香港獨立媒體
- 台灣媒體亂象

## 外部連結
- 香港電台 - 傳媒透視 （页面存档备份，存于）
- 市民對傳媒公信力的評價 （页面存档备份，存于）